# Ministero degli affari esteri (Repubblica Democratica Tedesca)
Il Ministero degli affari esteri (in tedesco Ministerium für Auswärtige Angelegenheiten, in sigla MfAA) è stato un dicastero del governo della Repubblica Democratica Tedesca responsabile degli affari esteri. Dal 1967 al 1990 la sede si trovava nella ex Marx-Engels-Platz (oggi Schinkelplatz) a Friedrichswerder nel quartiere di Berlino-Mitte, proprio accanto alla chiesa di Friedrichswerder.

## Storia dell'edificio
A partire dalla fine del 1949, fu utilizzata come sede del Ministero degli affari esteri della RDT l'ex scuola veterinaria in Luisenstraße 54-56 nello stesso complesso in cui, dal 1945, aveva sede il comando sovietico. Le condizioni ambientali del complesso scolastico solo parzialmente ristrutturato erano difficili, secondo quanto affermato dall'ex capo del protocollo, Ferdinand Thun, che vi ha lavorato fino al 1956.
Il governo, in seguito all'ampio concorso per la riprogettazione socialista del centro di Berlino, decise di costruire un edificio completamente nuovo in un luogo rappresentativo. Dal 1964 al 1967 venne edificato un grattacielo bianco, lungo 145 m e alto dieci piani (44 m), sul lotto in cui in precedenza si trovava la Bauakademie di Berlino nella Schinkelplatz. Il progetto della struttura era opera degli architetti Josef Kaiser, Heinz Aust, Gerhard Lehmann e Lothar Kwasnitza. Popolarmente l'edificio si chiamava "Winzer-Stuben" o "Winzer-Schlösschen" dal nome del ministro degli Esteri Otto Winzer. Nelle pubblicazioni su questo nuovo edificio si affermava che la facciata fosse stata progettata con elementi strutturali smaltati. Tuttavia, durante la demolizione, si è scoperto che gli elementi erano di plastica bianca.
Tra il 1995 e il 1996 l'edificio è stato demolito per far posto alla ricostruzione dell'impianto storico della città, tra cui la riprogettazione della Schinkelplatz e la ricostruzione dell'edificio della Bauakademie.

## Elenco dei ministri degli affari esteri (1949-1990)
|  | Ministro           | Nascita-Morte | Immagine | Inizio mandato  | Fine mandato    | Partito |
|  | ------------------ | ------------- | -------- | --------------- | --------------- | ------- |
|  | Georg Dertinger    | (1902–1968)   |          | 12 ottobre 1949 | 15 gennaio 1953 | CDU     |
|  | Anton Ackermann    | (1905–1973)   |          | 15 gennaio 1953 | 1º ottobre 1953 | SED     |
|  | Lothar Bolz        | (1903–1986)   |          | 1º ottobre 1953 | 24 giugno 1965  | NDPD    |
|  | Otto Winzer        | (1902–1975)   |          | 24 giugno 1965  | 20 gennaio 1975 | SED     |
|  | Oskar Fischer      | (1923–2020)   |          | 3 marzo 1975    | 12 aprile 1990  | SED     |
|  | Markus Meckel      | (1952–)       |          | 12 aprile 1990  | 20 agosto 1990  | SPD     |
|  | Lothar de Maizière | (1940–)       |          | 20 agosto 1990  | 2 ottobre 1990  | CDU     |